# Leptoseps
Leptoseps is een geslacht van hagedissen uit de familie skinken (Scincidae).

## Naam en indeling
De wetenschappelijke naam van de groep werd voor het eerst voorgesteld door Allen Eddy Greer in 1997. Er zijn twee soorten die verschillen in uiterlijk en verspreidingsgebied. De wetenschappelijke geslachtsnaam Leptoseps betekent vrij vertaald 'dunne slang'; lepto = dun en seps = slang.
De soorten werden eerder tot de geslachten Siaphos en Larutia gerekend.

## Uiterlijke kenmerken
Het lichaam is zeer langwerpig en slangachtig van vorm. De staart is langer dan het lichaam, de pootjes zijn zeer klein. De snuitpunt is wat afgeplat, de ogen zijn relatief groot. De lichaamskleur is meestal bruin met een lichtere tot gele kleur aan de buikzijde.
De voor- en achterpoten hebben altijd vier vingers en tenen. De hagedissen zijn hieraan te onderscheiden van andere skinken, zoals de soorten uit het geslacht Scincella.

## Verspreiding en habitat
De soorten komen voor in delen van Zuidoost-Azië en leven in de landen Thailand en Vietnam.

## Soorten
Het geslacht omvat de volgende soorten, met de auteur en het verspreidingsgebied.
| Naam              | Auteur        | Verspreidingsgebied |
| ----------------- | ------------- | ------------------- |
| Leptoseps osellai | Böhme, 1981   | Thailand            |
| Leptoseps poilani | Bourret, 1937 | Vietnam             |